# Ped
Ped is een bestuurslaag in het regentschap Klungkung van de provincie Bali, Indonesië. Ped telt 3787 inwoners (volkstelling 2010).